# Hippoglossoides
Hippoglossoides is een geslacht van straalvinnige vissen uit de familie van schollen (Pleuronectidae). Het geslacht is voor het eerst wetenschappelijk beschreven in 1835 door Gottsche.

## Soorten
- Hippoglossoides dubius Schmidt, 1904
- Hippoglossoides elassodon – Japanse lange schar
- Hippoglossoides platessoides (Fabricius, 1780) – Lange schar
- Hippoglossoides robustus Gill & Townsend, 1897